# Geomorfologie

Geomorfologische verschijnselen die door glaciale processen gevormd worden.

Geomorfologie (vaak ook kortweg als morfologie aangeduid) is een tak van de aardwetenschappen en de geografie die de vormen van het landschap en de processen die bij het ontstaan daarvan een rol spelen of hebben gespeeld, bestudeert. Deze uitwendige vormen kunnen omschreven worden naar:
- morfometrie: studie van de vorm van het aardoppervlak en de variabiliteit ervan.
- morfogenese: studie van het ontstaan van de vorm van het aardoppervlak.
- morfodynamiek: studie van de veranderingen in morfometrie in relatie tot de mechanische krachten die worden uitgeoefend op het aardoppervlak (erosie, transport en afzetting van sediment; stroming van water en golfslag).
- morfostructuur: studie van de relatie van de vorm van het aardoppervlak met de onderliggende gesteenten.
- morfochronologie: studie van de evolutie doorheen de tijd van de vorm van het aardoppervlak.

## Onderverdelingen van de geomorfologie

### Zonale of klimaatsbepaalde geomorfologie
Bij zonale geomorfologie zijn de factoren en processen zijn sterk beïnvloed door het klimaat (neerslag en temperatuur). Dit is afhankelijk van breedteligging, afstand van de zee, uitgestrektheid van een continent. (glaciair klimaat, periglaciair, woestijn, gematigd, tropisch, …). Het gaat dus om de studie van geomorfologische fenomenen en processen die afhankelijk zijn van het klimaat van een bepaalde zone:
- Glaciair: water in vaste fase (ijs) als voornaamste erosiekracht; fysische verwering is dominant (gletsjers, fjorden, pingo’s, drumlins, ...).
- Aride: seizoenaliteit bepaalt erosie, maar ook belang van wind (vb. duinen bij zandwoestijnen)
- Tropisch: water in vloeibare fase als voornaamste erosiekracht. Chemische verwering is dominant.

Uiteraard is bij zulke studies de invloed van klimaatsveranderingen doorheen de tijd belangrijk. Geomorfologen zoeken dus naar de chronologie van de gebeurtenissen (en niet enkel de geometrische vormen zoals ze naast elkaar bestaan).
In onze streken krijgt in dit opzicht de geomorfologie van het Quartair bijzondere aandacht. Het gaat om de studie van oppervlakkige afzettingen en morfologieën van Quartaire leeftijd.

### Azonale geomorfologie
Specifieke plaatselijke omstandigheden (geografische, klimatologische, lithologische en structurele) die leiden tot gelijkaardige geomorfologische processen op vele verschillende plaatsen op aarde. Deze processen zijn min of meer onafhankelijk van klimaatsfactoren:
- eolisch systeem: duinen, aride gebieden, deflagratie- of abrasiegebieden
- hydrogeomorfologie: riviererosie, vorm, evolutie, erosie- en afzettingsgebieden
- kusterosie: actie van de golven, getijdenritmes, stromingen, stormen
- oplossingsfenomenen: in karst- en evaporietmilieus
- landvormen ten gevolge van pedologische processen
- vulkanische fenomenen: plaatselijke geomorfologische processen van “korte” duur
- aard van de gesteenten en tektonische structuur: gesteenten van verschillende hardheid en geometrie die langs elkaar geplaatst zijn

De azonale geomorfologie hangt nauw samen met de dynamische of proces-geomorfologie waarbij een specifiek geomorfologisch proces in detail bestudeerd wordt.

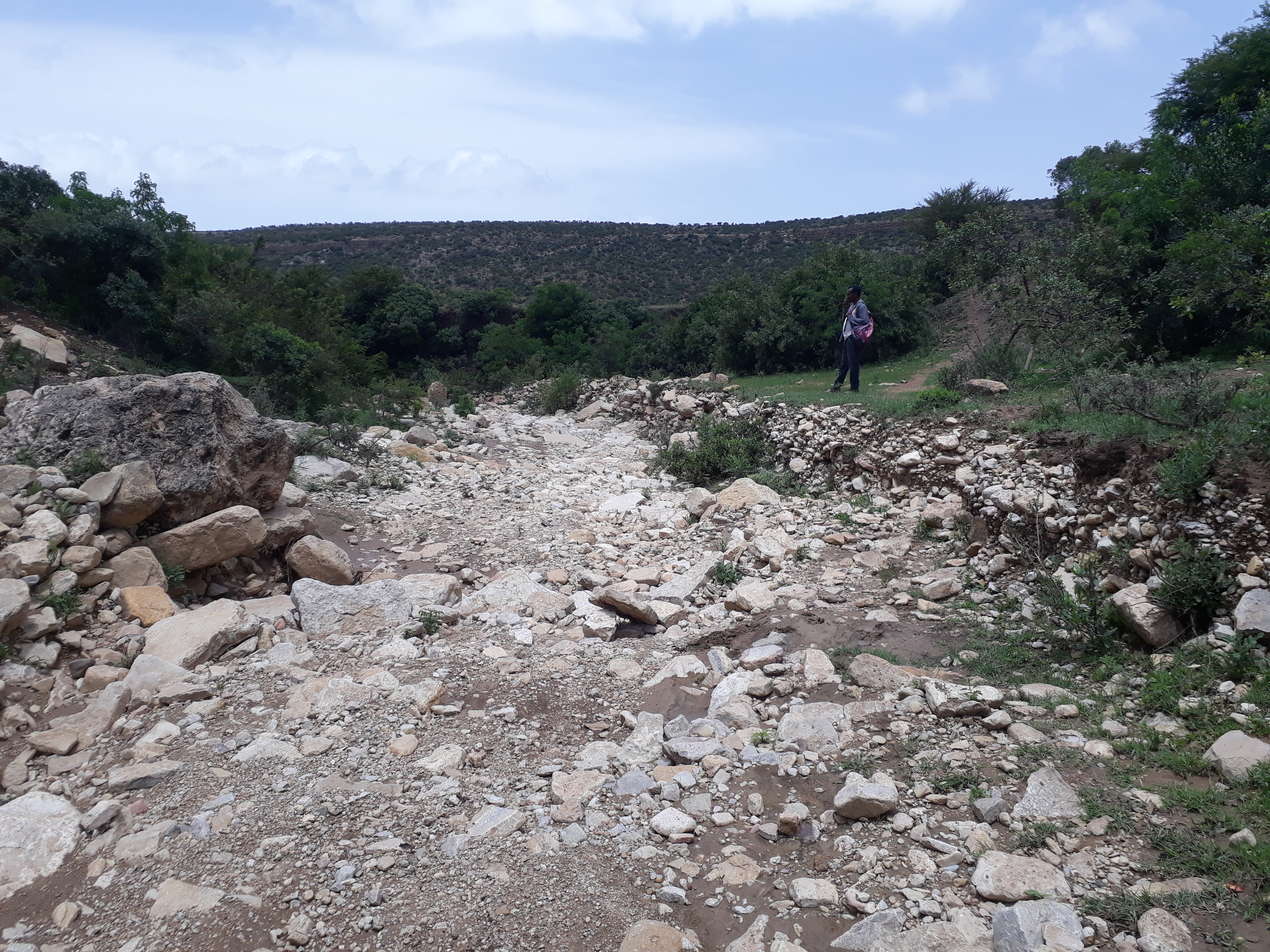
Voorbeeld van hydrogeomorfologie: de bedding van deze rivier in Addilal (Tigray, Ethiopië) wordt verder uitgediept omdat de sedimenttoevoer van hogerop is stilgevallen te gevolge van herbebossing - het "klaarwatereffect"

## Processen
In hoofdlijnen zijn er twee groepen van natuurlijke processen die het landschap vormen: endogene processen en exogene processen. De indeling in verschillende processen is vaak beperkt bruikbaar in de zin dat er vaak verschillende invloeden een rol spelen. Zo zullen bijvoorbeeld bij de vorming van bepaalde duinen niet enkel eolische processen een rol spelen, maar zal ook de plantengroei bepalend zijn.

### Endogene processen
Endogene processen zijn natuurlijke processen die zich vanuit de aarde (planeet) zelf voordoen. Endogene landschapsvormende processen:
- vulkanisme: (vulkanen, vulkanische vlakten, geisers)
- tektoniek: vervormingen in de korst (breuken, plooiingen)
- gebergtevorming

### Exogene processen
Exogene processen zijn al of niet natuurlijke processen die zich op of boven het aardoppervlak voordoen. Exogene landschapsvormende processen:
- glaciale processen: werking van gletsjers en ijskappen : (morenen, stuwwallen, glaciale dalen)
- periglaciale processen: werking onder invloeden van het vriezen (structuurbodems, blokgletsjers)
- fluviatiele processen: werking van stromend medium (op Aarde water) (rivieren, rivierdalen, meanders, stroomruggen)
- mariene processen: werking van oceanen, zeeën en meren (strand, waddengebied)
- eolische processen: werking van de wind (duinen, yardangs)
- biogene processen: werking van plant, dier of mens
- chemische processen: werking van chemische stoffen (karst)
- graviationele processen: werking onder invloed van de gravitatie
  - massabeweging: het transport van materiaal onder invloed van de zwaartekracht (aardverschuivingen, afstortingen, modderstromen, lawines)
  - inslagprocessen: inslaan van een object vanuit de ruimte (inslagkraters)
- magnetische processen: werking onder invloed van een magneetveld.

## Het verouderd concept van de «normale» geomorfologie
Het gaat om de interpretatie van de geomorfologie in functie van nog steeds actieve processen. Dit concept werd ontwikkeld door William Morris Davis (eind 19de eeuw). “Normaal” slaat op geomorfologie van gematigde streken.
Landvormen waren voor Davis een functie van de interactie tussen structuur, proces en tijd. Structuur slaat op de geologische structuur van het gebied, het procesbegrip op alle vormen van erosie. Tijd slaat op de ‘erosiecycli’ die werden doorlopen. Het concept van zich herhalende cycli (telkens van oud naar jong reliëf) is achterhaald.
Het sterke punt van het werk van Davis is dat de voornaamste morfogenetische processen (zoals regressieve erosie of structurele geomorfologie) duidelijk werden begrepen. Davis hield echter geen rekening met veranderingen in processen of met de erfenis van eerdere morfologieën (vb. ijstijden of glaciatie).

## Gebruik van andere wetenschappen
Geomorfologen maken gebruik van andere wetenschappen om het ontstaan van het landschap te verklaren:
- Alle andere aardwetenschappelijke disciplines.
- Natuurkunde, voor het begrijpen van processen zoals stroming van wind en water, aardbevingstrillingen.
- Scheikunde voor het begrijpen van chemische processen als mineraalvorming, verwering.
- Biologie en ecologie voor de wisselwerking tussen natuur en landschap

Geomorfologen maken veel gebruik van remote sensing met behulp van satellieten.

## Publicaties
- Koomen, A.J.M. & G.J. Maas (2004) Geomorfologische Kaart Nederland (GKN): Achtergronddocument bij het landsdekkende digitale bestand, Alterra-rapport 1039, Wageningen UR: Wageningen.